# Villa Folke Bernadotte

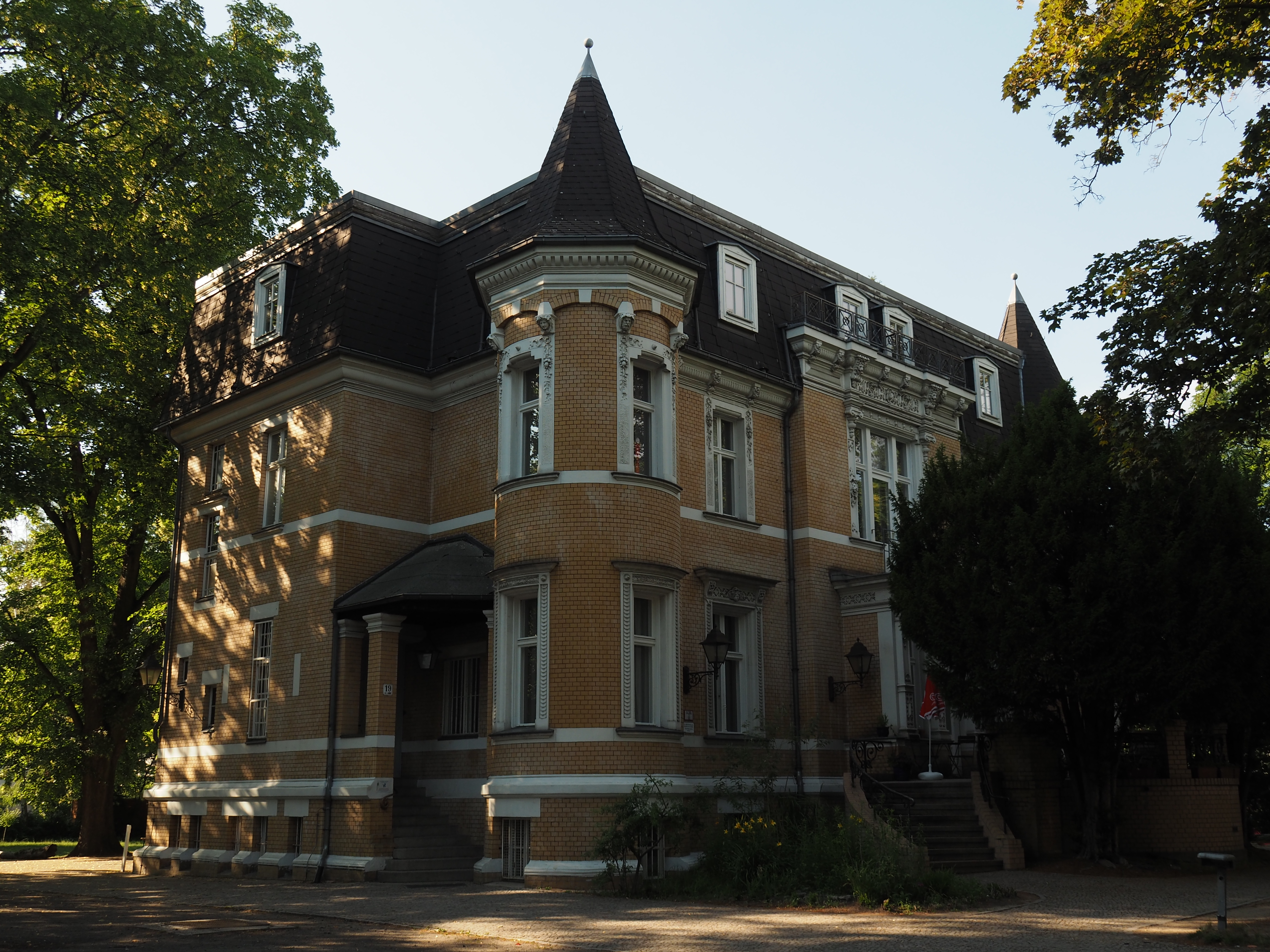
Villa Folke Bernadotte in Berlin-Lichterfelde

Die Villa Folke Bernadotte im Berliner Ortsteil Lichterfelde (Ortslage Lichterfelde Ost) des Bezirks Steglitz-Zehlendorf wurde 1885 errichtet und 1958 nach Folke Bernadotte Graf von Wisborg benannt. Die als Baudenkmal geschützte Villa im Jungfernstieg 19 beherbergt ein Kinder-, Jugend- und Kulturzentrum des Vereins Mittelhof e. V.

## Geschichte
Die Villa wurde 1885 bis 1886 nach Entwürfen von Reinhold Richard Hintz errichtet. Bauherr war Emil Drenker. Der erste Bewohner wurde 1887 der ehemalige Apotheker und Rentier Emil Lüdecke (1835–1898), der hier bis zu seinem Ableben für elf Jahre seinen Sommersitz hatte. 1916 wurde seitlich hinter die Villa eine Remise gebaut, die später als Garage genutzt wurde.
Nach mehreren zwischenzeitlichen Bewohnern war das Haus von 1928 bis 1945 Arbeits- und Wohnstätte von Manfred von Ardenne mit seinem Forschungslaboratorium für Elektronenphysik. Einige bedeutende Erfindungen in der Geschichte des Fernsehens wurden in seinem Forschungslaboratorium gemacht, so gelang ihm hier u. a. die weltweit erste elektronische Bildzerlegung und -wiedergabe mit zeilenweiser Abtastung über eine Photozelle und Wiedergabe auf einer Kathodenstrahlröhre. 
Im Zweiten Weltkrieg überstand das Gebäude die alliierten Luftangriffe und die Schlacht um Berlin unbeschadet, während das Wohngebäude auf dem Nachbargrundstück zerstört wurde.
Nach Kriegsende wurde die Villa von Soldaten der US-Army als Jazzclub genutzt, bis sie 1958 an den Bezirk Steglitz übergeben wurde. Dieser nutzte die Villa als Kinder- und Jugendfreizeiteinrichtung und benannte sie nach dem schwedischen UN-Gesandten Folke Bernadotte Graf von Wisborg.
Seit 2006 hat der Mittelhof e. V. die Trägerschaft inne und unterhält hier ein Kinder-, Jugend- und Kulturzentrum.